# Clystea carnicauda
Clystea carnicauda là một loài bướm đêm thuộc phân họ Arctiinae, họ Erebidae.